# Recording Industry Association (Singapore)
Die Recording Industry Association (Singapore), kurz RIAS ist eine Organisation der International Federation of the Phonographic Industry, um die Musikindustrie in Singapur zu vertreten und zu präsentieren. Gegründet wurde die Gesellschaft im Jahr 1976 als Singapore Phonogram Association (RPA).

## Verleihungsgrenzen der Tonträgerauszeichnungen
Die Verleihungsgrenzen beziehen sich auf das Veröffentlichungsdatum. Um eine Prämierung zu erzielen, gilt es Verkäufe zu erreichen. Bis 2006 musste man für Alben und Singles unterschiedliche Verleihungsgrenzen erreichen, seit 2007 gelten für alle Tonträger die gleichen Verleihungsgrenzen.
| Auszeichnung | bis 31. Dezember 2006 | seit 1. Januar 2007 |
| ------------ | --------------------- | ------------------- |
| Gold         | 7.500                 | 5.000               |
| Platin       | 15.000                | 10.000              |
| 2× Platin    | 30.000                | 20.000              |
| …            |                       |                     |

| Auszeichnung | Verkaufseinheiten |
| ------------ | ----------------- |
| Gold         | 5.000             |
| Platin       | 10.000            |
| 2× Platin    | 20.000            |
| …            |                   |